# Comté de Lewis et Clark
Pour les articles homonymes, voir Lewis and Clark.
Le comté de Lewis et Clark est un des 56 comtés de l’État du Montana, aux États-Unis. En 2010, la population était de 63 395 habitants. Son siège est Helena. Le comté a été fondé en 1864 sous le nom de comté d'Edgerton, puis renommé deux ans plus tard sous son nom actuel faisant référence à l'Expédition Lewis et Clark.

## Géolocalisation
| Comté de Flathead | Comté de Teton          |                                   |
| Comté de Powell   | Comté de Lewis et Clark | Comté de Cascade Comté de Meagher |
|                   | Comté de Jefferson      | Comté de Broadwater               |

## Principales villes
- East Helena
- Helena